# Feldwebel

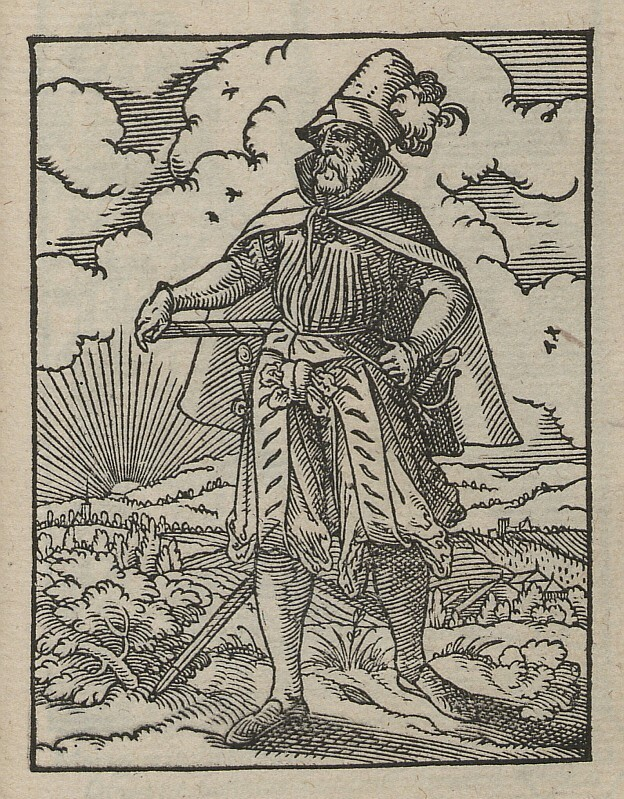
Feldwebel (afbeelding uit 1568)

Feldwebel is een onderofficiersrang in het Duitse leger (Bundeswehr), vergelijkbaar met de Nederlandse sergeant der 1e klasse.
Het woord stamt af van de woorden Weibel (bode, portier, gerechtsdienaar) en Feld, dat hier betrekking heeft op de oorlog, het slagveld. In Zwitserland en Finland kent men een vergelijkbare rang met deze naam.